# Єрьомина
Єрьо́мина (рос. Ерёмина) — присілок у складі Абатського району Тюменської області, Росія.
Населення — 103 особи (2010, 107 у 2002).
Національний склад станом на 2002 рік:
- росіяни — 95 %